# Khaganat Rouran
Pour les articles homonymes, voir Jouan.
IVe siècle – VIe siècle
Entités suivantes :
- Göktürk
- Dynastie Qi du Nord
- Dynastie Zhou du Nord
- Khaganat avar

Le khanat puis Khaganat Rouran ou Ruanruan ou Ruanran ou Juan-juan (chinois : 柔然 ; pinyin : róurán ; EFEO : Jou-jan ; litt. « juste et souple », API : ʐoʊ̯³⁵ ʐan³⁵), ou encore Ruru (茹茹, rúrú, « fourrage »)  est un empire turco-mongole, établi entre la fin du IVe et le milieu du VIe siècle au nord de la Chine, depuis la Mandchourie jusqu'au Turkestan. Alliés aux Shvetahûna (Huns blancs) et en conflit fréquent avec la dynastie Wei du Nord, cet empire est détruit par une rébellion de Göktürks vers 552.

## Étymologie
Parce qu’un de leurs ulus (peuple-état), les Hua (qu’ils mirent à la tête des Ouïghours en 460), apparut ultérieurement en Europe sous le nom d’Avars, la simplification grossière selon laquelle les mots Ruanruan et Avars étaient synonyme s’est largement répandue. Le terme Rouran est une transcription en chinois de la prononciation du nom que la confédération se donnait à elle-même. Certains savants pensent que la prononciation coréenne Youyone est une forme plus archaïque et donc plus proche de la prononciation d’origine. Les termes Ruanruan et Ruru sont restés dans l’usage moderne bien qu’ils aient été autrefois péjoratifs. Ils dérivaient d’ordres donnés par l’empereur Taiwu (Tuoba Tao), de la dynastie Wei du Nord, qui n’était pas d'ethnie han, qui fit la guerre aux Rouran et tenta d’intimider la confédération.

## Histoire
On connaît peu de choses de leur élite dirigeante, que le Livre des Wei cite comme une branche des Xianbei. Cependant, les historiens suggèrent également qu'il s'agit d'une branche directe, non-turcique, de la maison des Xiongnu. Toutefois, les tests génétiques sur des restes Rouran tendent à favoriser l'hypothèse Xianbei, les rapprochant même des Donghu.
Les Rouran soumirent les régions actuelles du Xinjiang, de la Mongolie, de l’Asie centrale et des parties de la Sibérie et de la Mandchourie à partir de la fin du IVe siècle. Un premier Khanat est fondé par Yujiulü Shelun (en) en 402. Sous son règne, la confédération tribale subit une réorganisation militaire et administrative qui restructure la société rourane, introduisant un système de code militaire et de recensement des guerriers. Le territoire s'étend d'est en ouest de la rivière Ili et le bassin du Tarim jusqu'à la frontière avec les Khitans et les territoires Koguryo. Du nord au sud depuis le lac Baïkal et l'Amour jusqu'au désert de Gobi.
Le Khanat Rouran se montre particulièrement hostile avec l'état chinois frontalier du Wei du Nord. En 443, 449, 456 et 458, les Wei du Nord mènent des offensives militaires contre les Rouran. Bei Wei Xiaowendi enverra même en 792 70.000 cavaliers afin de mettre fin au Khanat Rouran, cependant les sources chinoises n'abordent pas la fin du conflit, ce qui permet de supposer que les Rouran l'emportent.
En 464, le pouvoir en place se déclare Khagan, s'inspirant des systèmes de titres dynastiques chinois. Ils intègrent également l'emploi du chinois dans leur diplomatie officielle afin de se rapprocher des royaumes chinois septentrionaux. Dans le courant du VIe siècle, ils établissent une capitale nommée Mumocheng (en) dont l'emplacement est à ce jour inconnu. L'influence chinoise s'accroit particulièrement sous le règne de Yujiulü Anagui (en).
Leurs interventions et invasions fréquentes affectèrent profondément les pays voisins. Bien qu’ils aient admis les Ashina (ancêtres des Ouïghours) dans leur fédération, le pouvoir des Rouran est brisé par une alliance des Göktürk menée par Bumin, des dynasties chinoises des Qi du Nord et des Zhou du Nord et de nations d’Asie centrale en 552. La dynastie chinoise des Wei du Nord, par exemple, avait établi six garnisons principales à la frontière des Rouran, qui devinrent ultérieurement les foyers de révolte des peuples autochtones contre les peuples sinisés au début du VIe siècle.
À la suite de l'importante défaite portée par les Göktürk en 552, Yujiulü Anagui (en) se suicide. Le Khaganat se soumet et les derniers partisans Rouran fuient au sein des territoires des Wei de l'Ouest. Cependant, en 555, les Wei de l'Ouest les livrent aux Göktürk qui exécutent tous ceux qui ont plus de 16 ans.
Les populations nomades Rouran migrent dans diverses régions et sont associés aux Avars. Des analyses ADN confirment les liens entre ces deux populations, signifiant que la migration Rouran s'effectue depuis les steppes Mongoles jusque dans l'actuelle Hongrie en seulement quinze ans. En effet, la chute du Khaganat a lieu en 552 et des textes de l'Empire byzantin attestant l'arrivée d'un groupe nomade depuis l'est de la mer Caspienne en 567. La première ambassade Avars qui rencontre Justinien Ier date quant à elle de 557. Ces événements confirment la brutalité de la chute du Khaganat et la pression exercée par les Göktürk qui les repousse vers l'ouest.

## Population
Les Rouran sont des nomades, éleveurs et chasseurs, et cultivent la terre seulement aux environs du VIe siècle. Ils pratiquent le troc et font en période de paix un commerce intense avec la Chine des Wei. Cependant, leur économie est également très orientée sur la pratique du pillage comme source de subsistance. Si, dans la culture nomade, les raids et pillages peuvent être ponctuels, dans le cas du Khanat de Rouran, la restructuration militaire de la société s'organise de sorte à mettre les frontières sous pression constante.
L’art des métaux atteint un niveau très élevé dans l’empire.
Ils n’ont pas d’écriture originale, mais on a retrouvé des plaquettes de bois gravées de chiffres.
Les aristocrates et l’administration utilisent la langue et l’écriture chinoise.
Les chroniques chinoises rapportent que les Rouran ont fait venir de Chine des médecins, des astrologues et des artisans.
Au VIe siècle, ils sont en contact avec le bouddhisme.

Leur chef porte le titre de khan ou khagan.

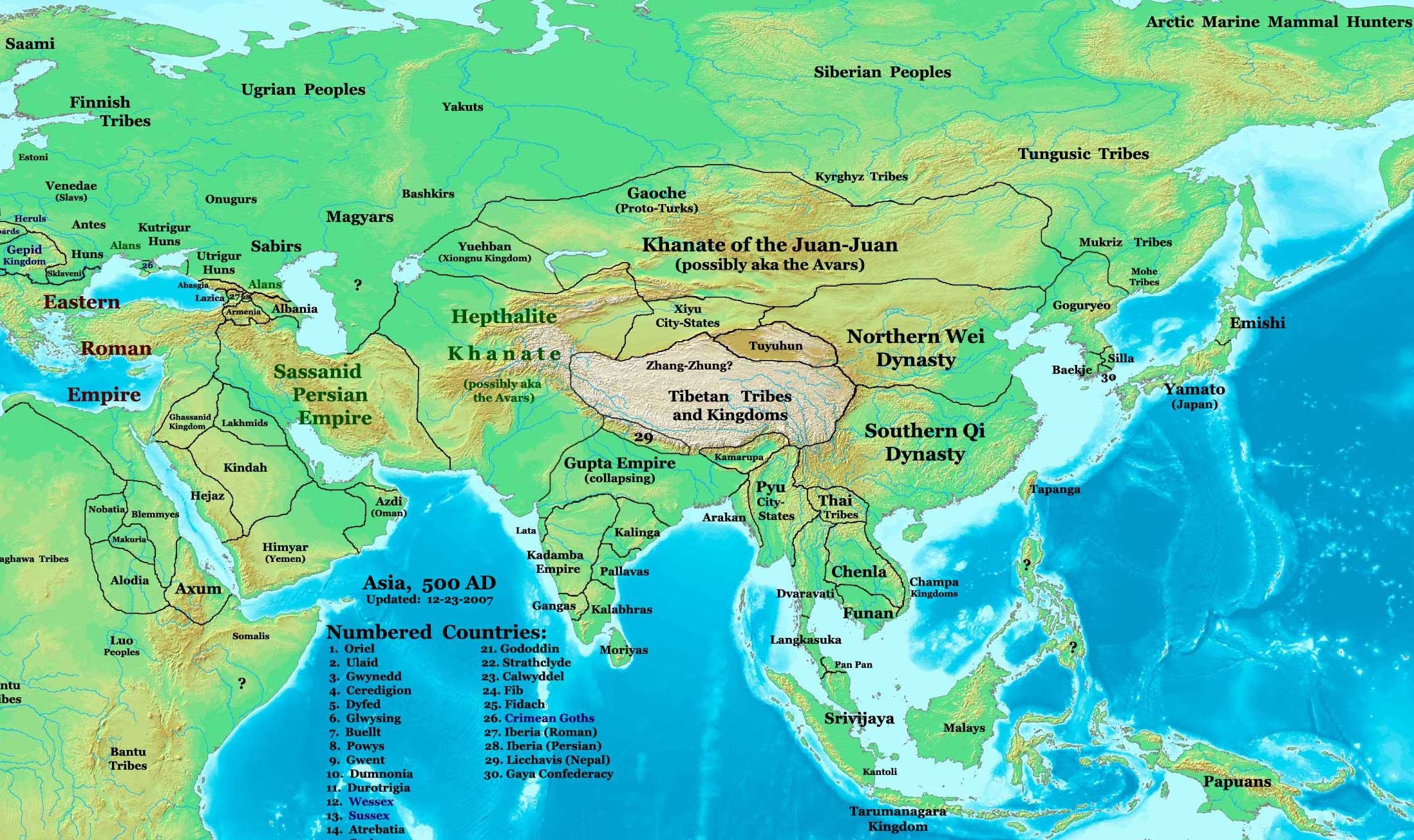
Khanat des Rouran ou Juan-juan au nord des Wei du Nord, vers l'an 500
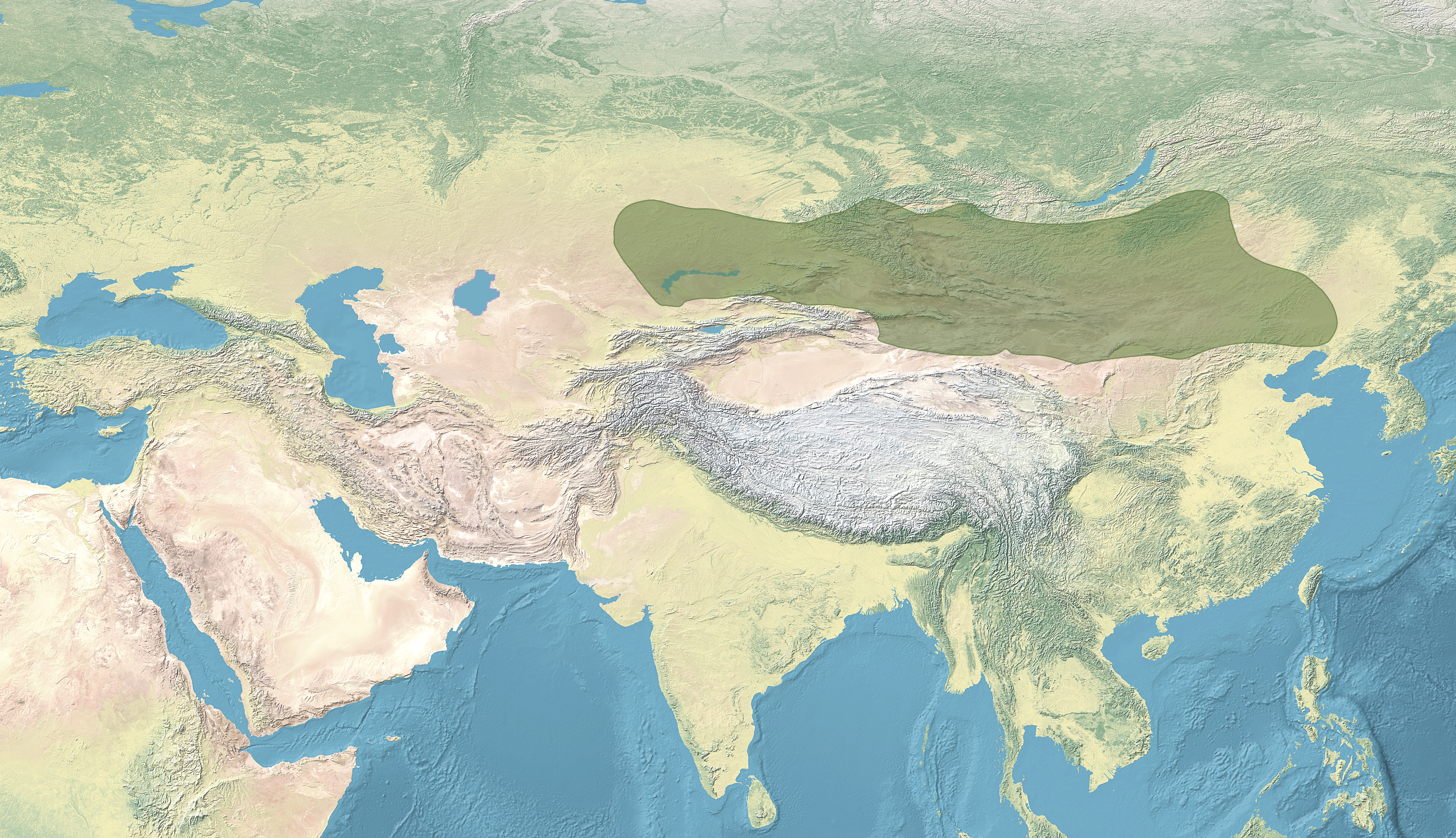
Khaganat Rouran, vers 500

## Dirigeants de Rouran
- Mukhur
- Yujiulü Cheluhui
- Yujiulü Tunugui
- Yujiulü Bati
- Yujiulü Disuyuan
- Yujiulü Pihouba
- Venheti[11]
- Yujiulü Mangeti
- Yujiulü Heduohan
- Yujiulü Shelun
- Yujiulü Hulü
- Yujiulü Buluzhen
- Yujiulü Datan
- Yujiulü Wuti
- Yujiulü Tuhezhen
- Yujiulü Yucheng
- Yujiulü Doulun
- Yujiulü Nagai
- Yujiulü Futu
- Yujiulü Chounu
- Yujiulü Anagui
- Yujiulü Poluomen
- Yujiulü Anagui
- Yujiulü Tiefa
- Yujiulü Dengzhu
- Yujiulü Kangti
- Yujiulü Anluochen
- Yujiulü Dengshuzi